# 11299 Annafreud
11299 Annafreud (1992 SA22) là một tiểu hành tinh vành đai chính được phát hiện ngày 22 tháng 9 năm 1992 bởi E. W. Elst ở Đài thiên văn Nam Âu.